# آيت لحسن الجبل (لهري)
آيت لحسن الجبل هي إحدى مشيخات المملكة المغربية، تتبع جغرافيا لإقليم خنيفرة وإداريًا للهري. يقدر عدد سكانها بـ 1801 نسمة حسب الإحصاء الرسمي للسكان والسكنى لسنة 2004.